# 兴文小檗
兴文小檗（学名：Berberis xingwenensis），为小檗科小檗属下的一个植物种。